# ユーロプロップ・インターナショナル TP400
TP400-D6とは、エアバスA400M用にユーロプロップ・インターナショナルが開発したターボプロップエンジンである。イギリス、フランス、ドイツ、スペインが参加する国際共同事業で、西側では最も高出力のターボプロップエンジンである。
現在までの世界最大の出力のターボプロップエンジンは旧ソ連・ロシアのツポレフTu-95シリーズに使用された11,185 kW（15,000 shp）出力のクズネツォフNK-12MPエンジンである。

## デザイン

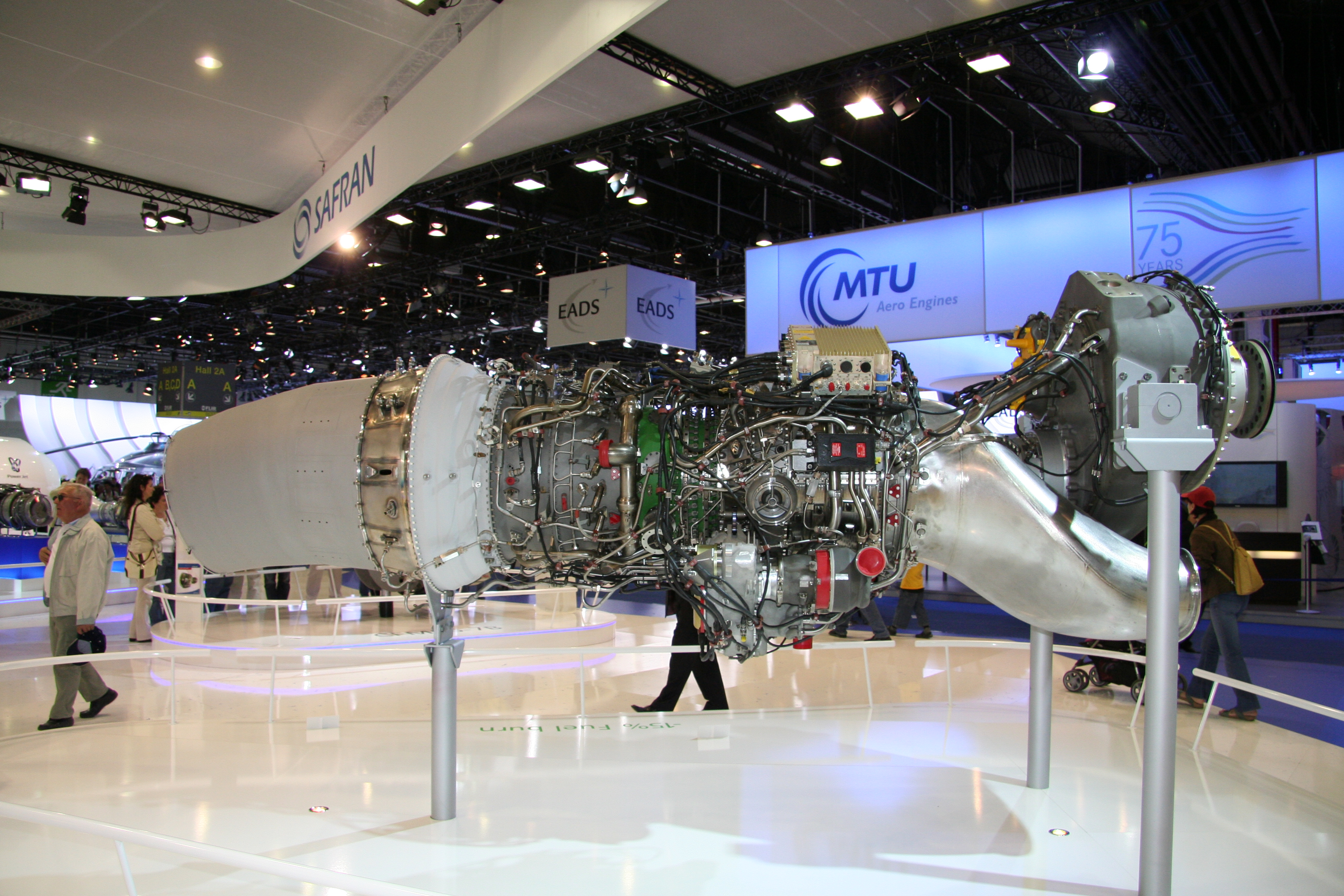
ユーロプロップインターナショナル TP400-D6 エンジン パリ エアショー 2009にて

エンジンは2軸のガス発生機と3番目の出力軸がある。8翅で5.3m径の複合材製プロペラをギアボックスで減速して回転させる。ガス発生機は中圧が5段圧縮機で高圧が6段である。パワータービンは3段である。
タービン入口温度 1500K、圧縮比は約25:1で最大出力10,690 shpを発揮する。
2005年10月28日に最初の運転を行った。2006年2月28日初めてプロペラを回転させた。しかしながら、試験段階で燃焼室の性能に問題があることが発見されており、C-130テストベッドに装備しての飛行試験は大幅に遅れ2008年後半となった。本エンジンの開発の遅れを主因としてエアバス A400Mの実用化も大きく遅れている。2016年からは、量産型としてセビリア工場などで生産が開始された。
この独自エンジンを積んでいた。

## 分担

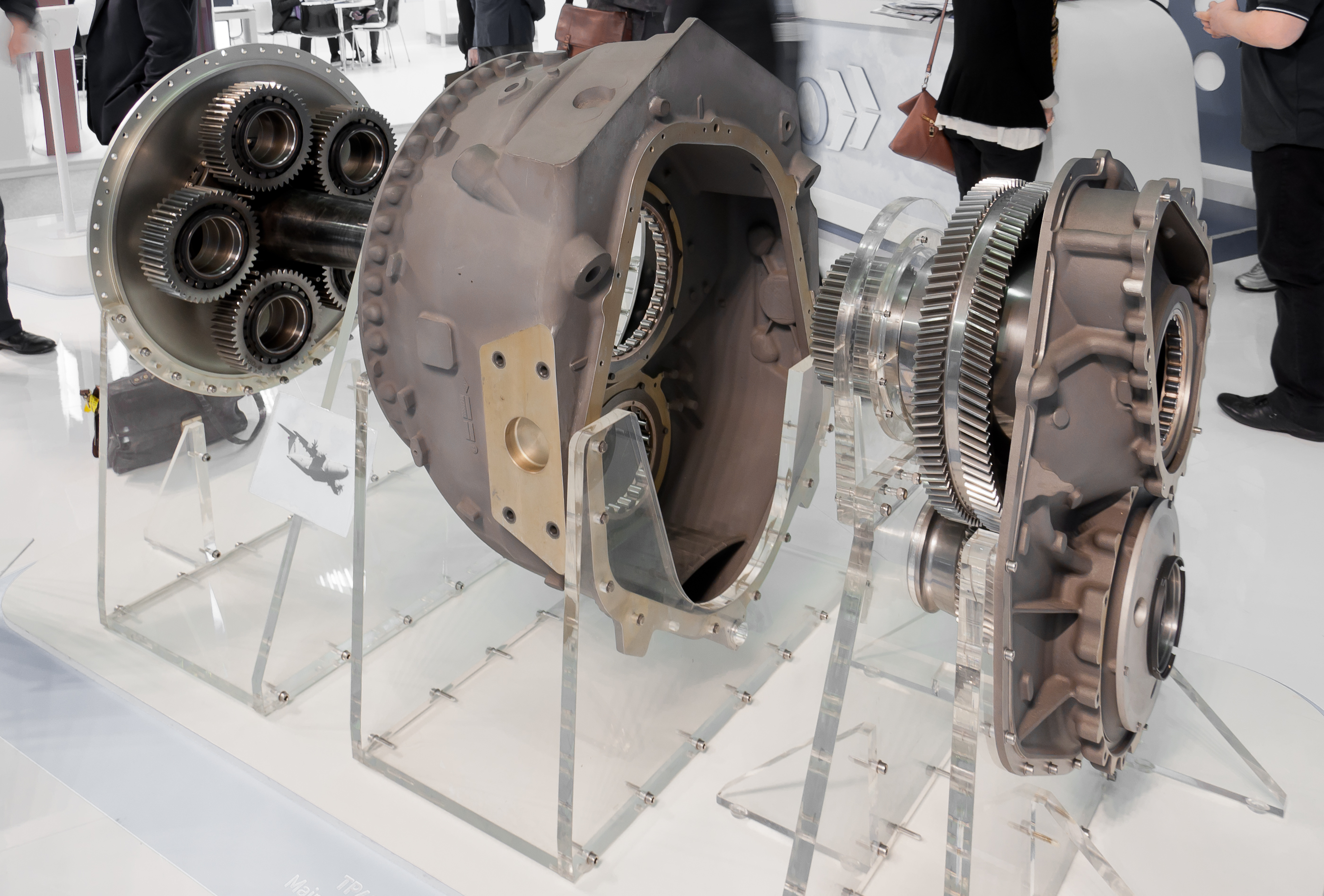
TP400-D6 PDBプロペラのギアボックスの構造

### 分担部位
- ロールスロイス（イギリス）

エンジン 全体
HP 圧縮機
LP 軸
中部容器
軸受け支持構造体
- スネクマ（フランス）

圧縮機
HP タービン
Powerplant installation
潤滑装置
始動装置
エンジン制御システム（MTUと共同）
補機 ギアボックス（イスパノ・スイザと共同）
- MTUエアロ・エンジンズ（ドイツ）

IP コンプレッサー
IP タービン
IP 軸
エンジン制御システム（スネクマと共同）
エンジンテスト
最終組み立て
- ITP（スペイン、イギリス）

パワータービン
External dressings
前部軸受け支持
Turbine exit casing
Special test equipment
Extensive engine testing
排気ノズル
TP400-D6エンジンの作業分担は国別の出資率に比例する。 

## その他
10ヶ国が178機のA400Mを注文している。内訳は、
ドイツ (53), フランス (50), スペイン (27), イギリス (22), トルコ (10), ベルギー (7), マレーシア (4), ルクセンブルク (1), カザフスタン (2)とインドネシア (2)。